# Кайсяку
Кайсяку (яп. 介錯) или кайсякунин (яп. 介錯人) — помощник при совершении обряда сэппуку (харакири). Кайсяку должен был в определённый момент отрубить голову совершающего самоубийство, чтобы предотвратить предсмертную агонию. В роли помощника обычно выступал товарищ по оружию, воин, равный по рангу, либо кто-то из подчинённых (если рядом не было специального человека, назначенного властями).
Иметь кайсяку при совершении ритуального самоубийства могли лишь воины, кончавшие с жизнью для избежания позора. Если же сэппуку совершалось для искупления вины, никаких помощников приглашать не разрешалось.
Считалось, что исполнять обязанности кайсяку не сулило ничего хорошего. От него требовалось нанести удар особенно аккуратно — так, чтобы голова совершающего сэппуку повисла на куске кожи. Слишком сильный удар мог отбросить отрубленную голову в сторону, что было бы крайним непочтением к умершему, а слишком слабый — лишь усилить его мучения вместо их прекращения. В «Хагакурэ», книге о кодексе чести самурая, об этом говорится так:
С древности для самурая считалось несчастьем быть приглашённым на роль помощника при самоубийстве. Ибо если он выполнит своё предназначение, это не добавит ему славы, если же по какой-то случайности ошибётся, это будет считаться самой главной ошибкой его жизни.
В период Эдо, когда обряд сэппуку окончательно сформировался, роль кайсяку тоже была регламентирована. Обезглавливание в этом случае стало обычной практикой. Так, если это была добровольно-принудительная казнь, голову укладывали на дощечку или свёрнутую ткань и показывали жюри. Впоследствии кайсяку превратился в формального палача, который часто отрубал голову, даже не дожидаясь, пока жертва сама нанесёт себе первый удар.
Последним кайсяку XX века был Хироясу Кога, который обезглавил писателя Юкио Мисиму в процессе его сэппуку, а затем обезглавил его же кайсяку и соратника Масакацу Мориту, который после неудачной попытки обезглавить Мисиму также совершил ритуальное самоубийство.